# 西九州信用金庫

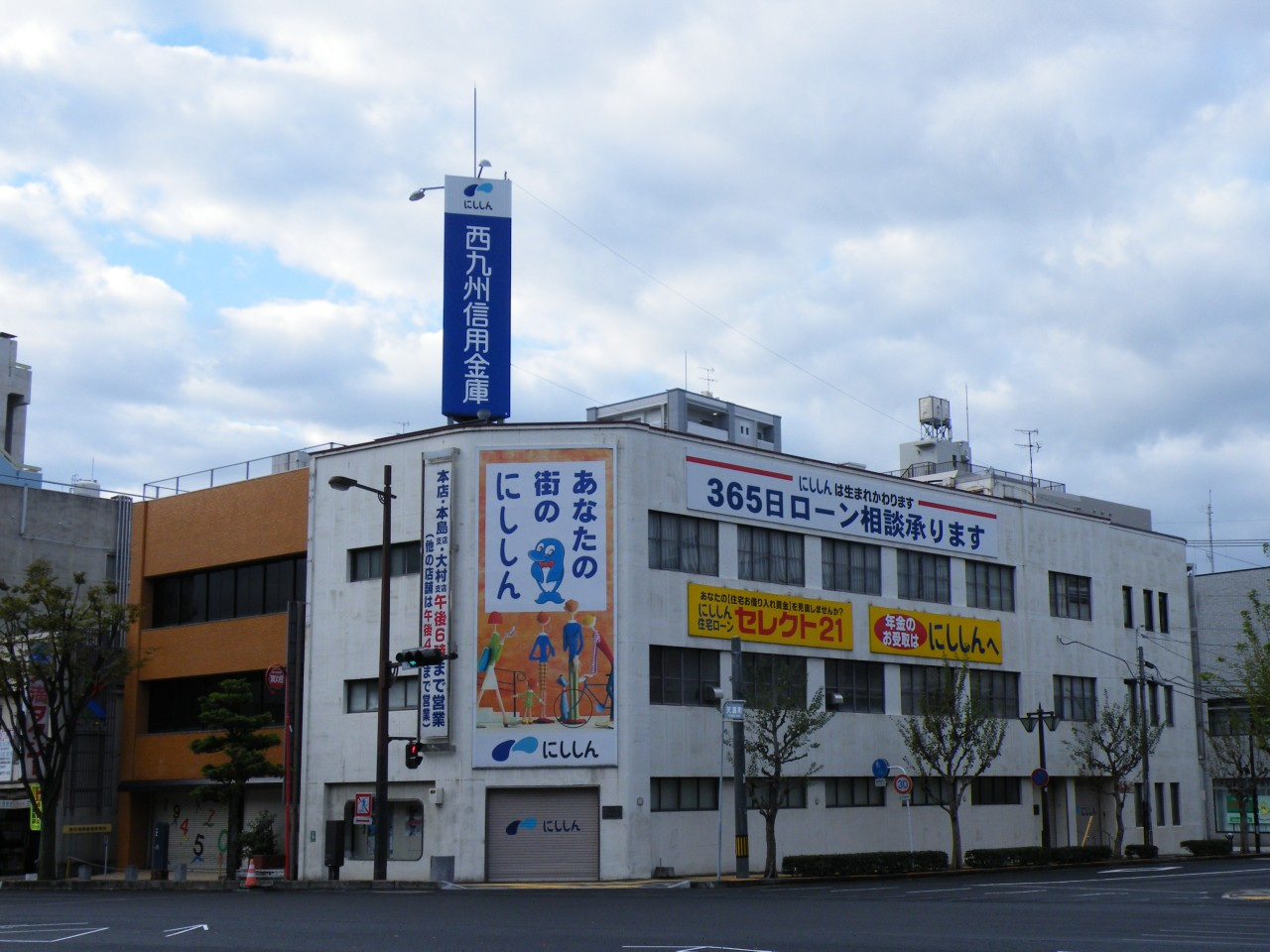
本店（現・九州ひぜん信用金庫 佐世保営業部、2009年11月撮影）

西九州信用金庫（にしきゅうしゅうしんようきんこ）は、かつて長崎県佐世保市に本店を置いていた信用金庫。

## 概要
2010年2月15日に杵島信用金庫との合併により消滅。杵島信用金庫は九州ひぜん信用金庫に改称された。九州ひぜん信用金庫は旧・杵島信金の本拠地であった佐賀県武雄市に本店を置く為、これにより、長崎県内に本店を置く信金はたちばな信用金庫のみとなった。
なお、旧・杵島信金の営業エリアとの重複が無かった為、旧・西九州信金の既存店舗（食品団地及びイオン大塔ショッピングセンター内のATMコーナーを含む）は九州ひぜん信金の店舗として継承され、旧・西九州信金の本店は九州ひぜん信金の佐世保営業部となった。

## 沿革
- 1916年10月4日 - 佐世保実業信用組合を設立。
- 1923年2月 - 有限責任信用組合佐世保庶民金庫に改称。
- 1943年4月 - 市街地信用組合法に基づき、佐世保庶民信用組合に改組。
- 1951年10月 - 信用金庫法に基づき、佐世保庶民信用金庫となる。
- 1963年4月 - 大村信用金庫と合併し、西九州信用金庫となる。
- 2004年7月 - 店舗窓口の営業時間を延長（本店と本島・大村両支店は午後6時まで、その他の店舗は午後4時まで）
- 2009年11月13日 - 店舗窓口の営業時間延長をこの日限りで中止[1]。
- 2010年2月15日 - 杵島信用金庫（佐賀県武雄市）と合併。西九州信用金庫は消滅し、存続金庫となる杵島信金は『九州ひぜん信用金庫[2]』に改称。